# STS-51-C
STS-51-Cは、アメリカ航空宇宙局のスペースシャトル計画の15回目の飛行、ディスカバリーの3回目の飛行である。1985年1月24日に打ち上げられ、1月27日にフロリダ州のケネディ宇宙センターに着陸した。ケネディ宇宙センターへのスペースシャトルの着陸は4度目であった。STS-51-Cは、アメリカ国防総省のペイロードのために行われた初めてのスペースシャトルのミッションであり、そのためミッションの詳細の多くは機密とされた。

## 乗組員
- 船長 - ケン・マッティングリー (3)
- 操縦手 - L. シュライヴァー（英語版） (1)
- ミッションスペシャリスト1 - エリソン・オニヅカ (1)
- ミッションスペシャリスト2 - J. ブフリ（英語版） (1)
- ペイロードスペシャリスト1 - ゲイリー・ペイトン（英語版） (1)

### バックアップ
- ペイロードスペシャリスト1 - キース・ライト

## ミッションの概要
STS-51-Cは、1985年1月24日14時50分(EST)にケネディ宇宙センターから打ち上げられた。この年に9回行われたスペースシャトルのミッションで最初のものであった。打上げは1月23日に予定されていたが、雪のため延期された。また、このミッションにはチャレンジャーが使われる予定であったが、熱防護タイルの問題のため、代わりにディスカバリーが用いられた。STS-51-Cは、軌道に到達した100回目の有人宇宙飛行となった。
このミッションは、初めてアメリカ国防総省のために行われ、多くの情報は機密となっている。NASAは初めて、打上げの9分前になるまで事前の告知を行わなかった。アメリカ空軍は、スペースシャトルは軌道7周目で慣性上段ロケットによるペイロードの展開に成功したとだけコメントした。ペイロードは、Magnum/ORION ELINT衛星で、対地同期軌道に投入されたと考えられている。2009年、ペイトンは、STS-51-Cで打ち上げられたペイロードはまだ軌道にあり、運用中であると述べた。
また、Aviation Weekによると、シャトルは最初204km×519km、軌道傾斜角28.45°の軌道に入り、その後3度の軌道変更を行ったとされる。
ミッションは3日間と1時間33分続き、ディスカバリーは1月27日16時23分(EST)にケネディ宇宙センターの第15滑走路に着陸した。IMAXで撮影したSTS-51-Cの打上げの映像は、映画The Dream Is Aliveに用いられた。

## チャレンジャー号爆発事故との関係
STS-51-Cのほぼ1年後に行われたSTS-51-Lのミッションで、チャレンジャー号爆発事故が発生した。エリソン・オニヅカは、両方のミッションに参加した。事故の調査の過程で、STS-51-Cの打上げの際、それまでで最も激しい固体ロケットブースター(SRB)のブローバイが発生したことがロジャース委員会に報告された。これは、SRBの点火の際、Oリングが熱いガスを燃焼室の中に完全には閉じ込めていなかったことを意味した。回収された左右のSRBのOリングはいくらか焦げていたが、右側のSRBの中央接続部の分析によって、1つ目のOリングがかつてないほど貫通しており、2つ目のOリングがかなり焦げていたことが明らかとなった。
STS-51-Cの打上げの際の気温は、それまでのシャトルの打上げで最も低いわずか12℃であったため、この情報は、チャレンジャー号爆発の大きな原因が低温であったというコンセンサスを形成するのに重要な役割を果たした。